# Тег (мова розмітки)
Тег, теги, іноді теґ (англ. tag  — «іменована позначка, ярлик», читається /tæg/; більш правильна назва — дескриптор) в SGML (HTML, WML, AmigaGuide, мовах сімейства XML) — елемент мови розмітки гіпертексту. Текст, який міститься між початковим і кінцевим тегом, відтворюється і розміщується відповідно до властивостей, вказаних у початковому тезі.
Наприклад, текст вікіпедії, вкладений між початковим тегом <small> і кінцевим тегом </small> (від англ. small — маленький. ), відтворюється меншим розміром, ніж основний текст: Це маленький текст, а текст між тегами <big> і </big> відтворюється більшим розміром:  А це — великий. 

## Синтаксис тегів
Зазвичай використовують парні теги — той, що відкриває, або початковий, і той, що закриває, або кінцевий. Можливе також застосування одиночного тегу. Наприклад, тег відступу абзацу може оформити абзац між тегами <p> і </p>, а може в одиночній формі до наступного першого випадкового тегу <p>.
Тег з пустим текстом: <HR></HR> вставляє розрив тексту без збереження відступів, можна також використати спеціальну форму запису тегу — <HR/>.
Набір і рекомендовані інтерпретації тегів визначені організацією W3C.
У SGML можна призначати інші символи для обрамлення тегу (наприклад, фігурні дужки), але у деяких підмножинах цієї мови (наприклад, HTML і XML) така можливість відсутня.
Крім того, існують різні системи мов-підмножин із меншими можливостями. Наприклад, на вебфорумах і дошках оголошень використовується мова розмітки BBCode, теги якого обмежуються символами квадратних дужок: [ ].
Наприклад, [url="http://uk.wikipedia.org"]Українська Вікіпедія[/url] — послання на мові BBCode, який вказує на сторінку української Вікіпедії.

## Теги та елементи
Весь текст, вкладений між початковим і кінцевим тегами, включаючи й самі ці теги, називається елементом. Сам текст між тегами — змістом елемента. Зміст елемента може містити будь-який текст, у тому числі й інші елементи.

### Атрибути
У тегу можуть бути властивості, що називаються атрибутами, які дають додаткові можливості форматування тексту. Вони записуються у вигляді поєднання: ім'я атрибута-значення, причому текстові значення поміщаються у лапки.
Наприклад, можна виділити фрагмент тексту визначеним шрифтом, використовуючи тег <font>, вказати у ньому назву шрифту і бажаний розмір: <font face="Times, Arial, Courier" size=4>  текст, що оформляється. </font>

### Тип елемента документа
Ім'я тега визначає тип елемента. У HTML ім'я тегу визначає лише правило розмітки, тому, ім'я тегу <i> (наприклад: <i> Писаний текст </i>) визначає, що між тегами розташований текст, який має відтворюватися у браузері курсивом. XML є більш гнучким стандартом. Імена тегів у ньому не регламентуються жорстко: користувачі можуть вводити та використовувати для своїх потреб нові теги (див. XML). Наприклад, ми самі для себе можемо визначити, що елементом з ім'ям тегу «person» ми визначаємо тип цього XML елемента, як прізвище, ім'я та по батькові. Наприклад, рік народження, як частина інформації по даній людині:
- XML: <person> Лев Іван Іванович  <year>1984</year></person>. Можна навіть задати додатково у таблицях CSS, що всі теги <person> будуть певного кольору.
- HTML: <div name="person"> Лев Іван Іванович, 1984 </div>. Тут уже немає можливості сформувати елемент документа для аналізу тексту, але можна оформити.

Таким чином, HTML являє собою неструктурований текст, а XML — документ з ієрархічною структурою, що дає можливість обробки документа: трансформацію даних, пошук потрібних елементів документа та інше.

### Структура елемента
У SGML і заснованих на ньому мовах (HTML версій 2—4.01, мови сімейства XML та інші) елементи повинні бути строго вкладеними один в одного, «перегин» елементів неприйнятний:
- неправильно: <a><b> </a></b>
- правильно: <person><i> Ім'я Прізвище </i></person>

Поширена хибна думка, що SGML і HTML дозволяють «перегин» елементів, заснована на стандартах, які порушують стандарти поведінки старих версій браузерів, які намагалися «виправляти» помилки розмітки за власними алгоритмами.
Однак SGML (і HTML) допускають застосування ряду скорочених синтаксичних конструкцій, у тому числі необов'язкові (опціональні) закриваючі і навіть відкриваючі теги (які автоматично додаються при розгляді документа на основі вказаної схеми документа і поточного контексту). У XML, навпаки, всі теги повинні бути відкриті і закриті певним чином, що значно полегшує алгоритм його розгляду і знижує вимоги до апаратного забезпечення для нього.